# Dominika Ullmann
Dominika Ullmann (ur. 28 listopada 2005) – polska koszykarka, występująca na pozycji rzucającej, obecnie zawodniczka Polskiego Cukru AZS-UMCS Lublin.

## Osiągnięcia
Stan na 20 maja 2025, na podstawie, o ile nie zaznaczono inaczej.

### Drużynowe

#### Seniorskie
5x5
- Zdobywczyni Superpucharu Polski (2023, 2024)[3][4]
- Finalistka Pucharu Polski (2024, 2025)[5][6]
- Uczestniczka międzynarodowych rozgrywek:
  - Euroligi (2023/2024)
  - Eurocup (2024/2025)

#### Młodzieżowe
5x5
- Mistrzyni Polski:
  - juniorek starszych (2023)[7]
  - juniorek (2022)[8]
- Wicemistrzyni Polski:
  - juniorek starszych (2022)[9]
  - juniorek (2021)[10]
- Brązowa medalistka mistrzostw Polski kadetek (2020)[11]

3x3
- Mistrzyni:
  - młodzieżowych mistrzostw Polski 3x3 U–17 (2021)
  - Pomorza 3x3 U–17 (2020, 2021)
- Halowa wicemistrzyni Pomorza 3x3 U–18 (2019)
- Brązowa medalistka młodzieżowych mistrzostw Polski 3x3:
  - U–23 (2023)
  - U–17 (2020, 2022)

### Indywidualne

#### Seniorskie
- MVP Superpucharu Polski (2023)[3]
- Zaliczona do I składu I ligi grupy A (2022, 2023)[12][13]
- Liderka strzelczyń I ligi (2022, 2023)

#### Młodzieżowe
- MVP mistrzostw Polski:
  - juniorek starszych (2023)[7]
  - juniorek (2022)[8]
- Najlepsza zawodniczka Pomorza mistrzostw Polski juniorek (2020)[14]
- Zaliczona do I składu mistrzostw Polski:
  - juniorek starszych (2022)[9]
  - juniorek (2021)[10]
  - kadetek (2020)[11]

### Reprezentacja

#### Młodzieżowe
5x5
- Uczestniczka:
  - U–20 (2024 – 6. miejsce)
  - U–18 (2022 – 8. miejsce, 2023 – 7. miejsce)
  - FIBA U16 Women's European Challengers (2021)

3x3
- Uczestniczka mistrzostw świata 3x3 U–18 (2023 – 5. miejsce)